# Partidul Adunarea Națională (Franța)
Adunarea Națională (în franceză Rassemblement National - acronim RN), fostul Front Național (în franceză Front National, acronim FN) este un partid politic francez conservator, suveranist și protecționist înființat în anul 1972. Partidul este calificat ca unul de dreapta sau extremă dreapta ce folosește adesea un stil politic ultranaționalist sau populist. Fondatorul și primul președinte al partidului a fost Jean-Marie Le Pen, iar actualul președinte este Jordan Bardella.

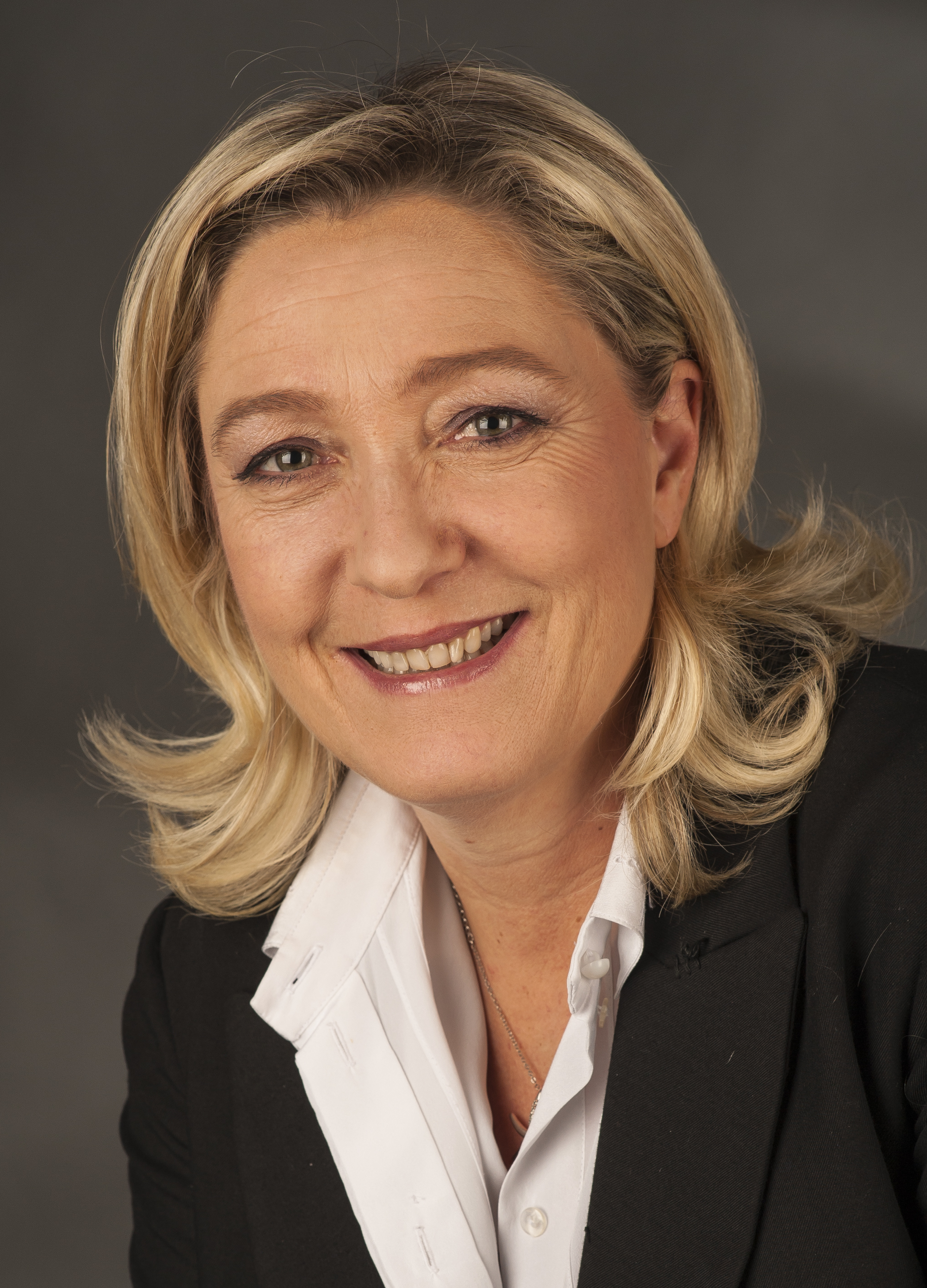
Marine Le Pen, fostul președinte al Frontului Național (2011-2022)

## Program

### Mai întâi francezii
Adunarea Națională se poziționează ca fiind un partid "patriotic" și "național" în sensul "identității, tradiției și suveranității franceze". Un concept central al RN este la préférence nationale (preferința națională), în conformitate cu motto-ul Les Français d’abord ("Mai întâi francezii", precum titlul cărții lui Jean-Marie Le Pen, fondatorul partidului). Așa că cetățenii francezi (spre deosebire de cei non-francezi) trebuie să aibă oportunități mai bune în ceea ce privește căutarea unui loc de muncă sau beneficiile sociale. Contradicțiile de clasă trebuie să fie depășite prin soluții național-sociale. În conformitate cu principiul „Social parce que national” ("social, deoarece național") economia de piață rămâne interesul național. Schema afilierii politice de stânga-dreapta este legat în Franța cu politica economică și socială pe care o promovează un partid politic, în schimb, fostul Front Național a inventat sloganul Ni Droite ni Gauche — français! ( "Nici de dreapta, nici de stânga — francez!") care și determină poziția lui politică.

### Protecționism
În perioada 1972-1980 linia generală a partidului ar putea fi înțeleasă ca una neoliberală în contrast cu etatismul partidelor de stânga din guvernamânt. Cu toate acestea, partidul a transformat unele linia generală a politicii sale promovând  protecționismul și respingerea globalizării economice și punând accent pe naționalizarea băncilor, industriei de apărare și altor industrii și introducerea tarifelor de protecție pentru protejarea agriculturii interne și a industriei.

## Rezultate electorale
Fostul FN este (in urma alegerilor parlamentare din iunie 2012) reprezentat cu două fotolii în adunarea națională. La alegerile parlamentare din 2014 a obținut 24,86% din voturile exprimate, devenind partidul francez cu cel mai mare procentaj. Și in primul tur al alegerilor regionale din 2015 a fost partidul cu cea mai puternică forță cu 27,73%.

### Adunarea națională
| An   | # în prima rundă | % din prima rundă | # în a doua rundă | % din a doua rundă | # locuri obținute | Schimbare |
| ---- | ---------------- | ----------------- | ----------------- | ------------------ | ----------------- | --------- |
| 1973 | 108,616          | 0.5%              | —                 | —                  | 0 / 491           | ▬         |
| 1978 | 82,743           | 0.3%              | —                 | —                  | 0 / 491           | ▬         |
| 1981 | 44,414           | 0.2%              | —                 | —                  | 0 / 491           | ▬         |
| 1986 | 2,699,307        | 9.8%              | —                 | —                  | 35 / 573          | ▲35       |
| 1988 | 2,353,466        | 9.8%              | —                 | —                  | 1 / 577           | ▼34       |
| 1993 | 3,155,702        | 12.7%             | 1,168,143         | 5.8%               | 0 / 577           | ▼1        |
| 1997 | 3,791,063        | 14.9%             | 1,435,186         | 5.7%               | 1 / 577           | ▲1        |
| 2002 | 2,873,390        | 11.1%             | 393,205           | 1.9%               | 0 / 577           | ▼1        |
| 2007 | 1,116,136        | 4.3%              | 17,107            | 0.1%               | 0 / 577           | ▬         |
| 2012 | 3,528,373        | 13.6%             | 842,684           | 3.7%               | 2 / 577           | ▲2        |
| 2017 | 2,990,454        | 13.2%             | 1,590,869         | 8.8%               | 8 / 577           | ▲6        |
| 2022 | 4,248,537        | 18.68             | 3,589,465         | 17.30              | 89 / 577          | ▲81       |
| 2024 | 10,647,914       | 33.21             | 10,110,013        | 37.06              | 142 / 577         | ▲53       |

### Alegeri prezidențiale
| An   | Candidat          | # în prima rundă | % din prima rundă | # în a doua rundă | % din a doua rundă |
| ---- | ----------------- | ---------------- | ----------------- | ----------------- | ------------------ |
| 1974 | Jean-Marie Le Pen | 190,921          | 0.8%              | —                 | —                  |
| 1981 | —                 | —                | —                 | —                 | —                  |
| 1988 | Jean-Marie Le Pen | 4,376,742        | 14.4%             | —                 | —                  |
| 1995 | Jean-Marie Le Pen | 4,570,838        | 15.0%             | —                 | —                  |
| 2002 | Jean-Marie Le Pen | 4,804,713        | 16.9%             | 5,525,032         | 17.8%              |
| 2007 | Jean-Marie Le Pen | 3,834,530        | 10.4%             | —                 | —                  |
| 2012 | Marine Le Pen     | 6,421,426        | 17.9%             | —                 | —                  |
| 2017 | Marine Le Pen     | 7,678,491        | 21.30%            | 10,638,475        | 33.90%             |
| 2022 | Marine Le Pen     | 8,136,369        | 23.15%            | 13,297,760        | 41.46%             |

### Consilii regionale
| An   | # în prima rundă | % din prima rundă | # în a doua rundă | % din a doua rundă | # loc. obținute |
| ---- | ---------------- | ----------------- | ----------------- | ------------------ | --------------- |
| 1986 | 2,654,390        | 9.7%              | —                 | —                  | 137             |
| 1992 | 3,396,141        | 13.9%             | —                 | —                  | 239             |
| 1998 | 3,270,118        | 15.3%             | —                 | —                  | 275             |
| 2004 | 3,564,064        | 14.7%             | 3,200,194         | 12.4%              | 156             |
| 2010 | 2,223,800        | 11.4%             | 1,943,307         | 9.2%               | 118             |
| 2015 | 6,018,672        | 27.7%             | 6,820,147         | 27.1%              | 356             |
| 2021 | 2,743,497        | 18.68%            | 2,908,253         | 19.05%             | 252             |

### Parlamentul European
| An   | # voturi  | % din vot. totale | # loc. obținute | Poziție |
| ---- | --------- | ----------------- | --------------- | ------- |
| 1984 | 2,210,334 | 11.0%             | 10 / 81         | 4       |
| 1989 | 2,129,668 | 11.7%             | 10 / 81         | 3       |
| 1994 | 2,050,086 | 10.5%             | 11 / 87         | 5       |
| 1999 | 1,005,113 | 5.7%              | 5 / 87          | 8       |
| 2004 | 1,684,792 | 9.8%              | 7 / 78          | 4       |
| 2009 | 1,091,691 | 6.3%              | 3 / 74          | 6       |
| 2014 | 4,712,461 | 24.9%             | 21 / 74         | 1       |
| 2019 | 5,286,939 | 23.34%            | 23 / 74         | 1       |
| 2024 | 7,765,936 | 31.37%            | 30 / 81         | 1       |

### Președinți ai partidului (1972-prezent)
- Jean-Marie Le Pen (1972-2011)
- Marine Le Pen (2011-2022)
- Jordan Bardella (2022-prezent)